# Mariinská vodní cesta
Mariinská vodní cesta či Mariinský vodní systém (rusky Мариинская водная система ) byla vodní cesta z Rybinsku do Petrohradu. Je to jedna ze tří historických vodních cest, které spojují Volhu s Baltským mořem. Od svého zprovoznění v roce 1810 byla nejdůležitějším vodním systémem mezi Volhou a Něvou, zaručující vnitrozemskou vodní dopravu zboží do Petrohradu. Od roku 1964 je součástí Volžsko-baltské vodní cesty.

## Hydrologické a geografické údaje
Rozvodí mezi Něvou a Volhou je jezernatá oblast s poměrně vysokým odtokovým koeficientem s podílem sněhových a dešťových srážek 1:1. To umožňuje po dobu plavby zásobovat vytvořené rozvodné kanály i samostatné cesty vody. Na baltské straně je systém strmější v poměru zhruba 3:1. Na přírodních tocích lze nalézt překážky v podobě peřejí především v povodí Něvy. Ledové jevy znemožňují dopravu od poloviny října do přelomu dubna a května.
Přes rozvodí byly v letech 1703 až 1964 vybudovány tři hlavní systémy vodních cest. Za krajové body všech vodních soustav se považuje město Rybinsk na Volze a ústí Něvy v Petrohradu.
|                                | Vysněvolocká                                                              | Tichvinská                             | Mariinská cesta                                      |
| ------------------------------ | ------------------------------------------------------------------------- | -------------------------------------- | ---------------------------------------------------- |
| povodí Vohy                    | Tverca                                                                    | Mologa, Čagodošča, Sominka             | Šeksna, Bílé jezero, Kovža                           |
| spojovací cesta                | Tverský kanál, Cninský kanál                                              | Tichvinský kanál (Sominka-Tichvinka)   | Mariinský kanál (Kovža - Vytěgra)                    |
| povodí Něvy                    | Cna, jezero Mstino, Msta, Ilměňské jezero, Volchov, Ladožské jezero, Něva | Tichvinka, Sjas, Ladožské jezero, Něva | Vytěgra, Oněžské jezero, Svir, Ladožské jezero, Něva |
| délka z Rybinsku do Petrohradu | 1406 km                                                                   | 898 km                                 | 1126 km                                              |
| obchvatné kanály               | Ladožský, Ilmeňský                                                        | Ladožský, Sjaský                       | Bělozerský, Oněžský, Ladožský                        |

## Historie

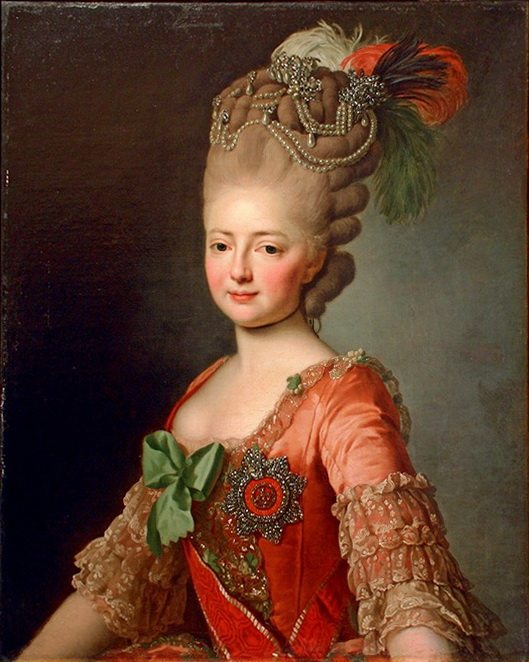
Marie Fjodorovna (1759-1828)

Do konce 18. století se lodní doprava přes rozvodí mezi Volhou a Něvou uskutečňovala suchozemským přesunem lodí na třech základních volocích. Mezi řekou Cna v povodí Volhy a řekou Tverca v povodí Něvy, mezi řekou Sominka v povodí Volhy a řekou Tichvinka v povodí Něvy a mezi řekou Kovža v povodí Volhy a řekou Vytěgra v povodí Něvy. První vodní trasa a vedla přes významné obchodní město Veliký Novgorod a byla podle městečka Vyšnij Voločok nazvaná Vyšněvolocká. Když car Petr I. Veliký začal budovat v roce 1703 nové hlavní město na břehu Něvy, začal kopat ve stejném roce i kanál u Vyšného Voločku. Vyšněvolocká vodní cesta byla zprovozněna již v roce 1709, byla však vzhledem ke strmějšímu charakteru něvského povodí pouze jednocestná ve směru od Volhy k Petrohradu. Každopádně první životně důležitá doprava obilí mezi úrodnými oblastmi na horní Voze a Petrohradem začala fungovat. Pro zmapování oblastí dalších vodních tras pozval car Petr skotského inženýra Johna Perryho, který oblasti zmapoval a vypracoval základní projekty. Sám car Petr místa osobně navštívil v roce 1711.
Po smrti Petra Velikého se za vlád jeho nástupců investice do vodních děl podstatně snížily. Kateřina II. Veliká sice rozhodla o pokračování díla, ale nakonec uvolněné prostředky použila na výstavbu silnic mezi Moskvou a Petrohradem. Práce na projektech Johna Perryho výrazně obnovil až car Pavel I, který nechal budovat průplavy a soustavy zdymadel na systémech dalších dvou voloků ihned po své korunovaci v roce 1797. Car Pavel I. byl velikým obdivovatelem cara Petra I. a spolu s ním kromě nadšení pro lodní dopravu sdílel i nedůvěru v účelnost nakládání se státními zdroji.  Pro budování nejdelšího systému tak použil prostředky z nepříliš průhledného vzdělávacího fondu, jehož produktem měla být i síť sirotčinců. Aby odčinil účelný, ale nehezky vypadající krok, pojmenoval vodní systém po své manželce Marii Fjodorovně, rozené princezně Žofii Dorotě Württenberské, která příslušné fondy formálně spravovala. Mariinská vodní cesta se stala časem nejvýznamnějším způsobem lodní přepravy mezi Volhou a Něvou a ostatní průplavy byly odsouzeny k lokálními významu. Na řeku Šeksnu bylo navázáno i lodní spojení s Bílým mořem v roce 1829, kdy byl vybudován Severodvinský průplav. Tak se Mariinský systém stal i součástí strategického lodního obchodu s Anglií a Holandskem.
Již během provozu lodní dopravy na systému Vyšněvolockém, jehož součástí byla plavba přes Ladožské jezero, se ukázalo nebezpečí plavby říčních plavidel na otevřených velkých jezerech. Součástí všech systémů tak jsou obchvaty, vykopané podél břehů jezer mezi ústícími a vytékajícími řekami. V případě Mariinského systému tak musely být vybudovány obchvatové kanály kolem Bílého a Oněžského jezera. Vodní cesta byla rekonstruována během 19. století vícekrát podle požadavků rostoucích nároků, ve 20. století již s ohledem na hydroenergetickou výrobu a nakonec v letech 1956 až 1964 proběhla výrazná rekonstrukce do podoby současné Volžsko-baltské vodní cesty.  

## Popis

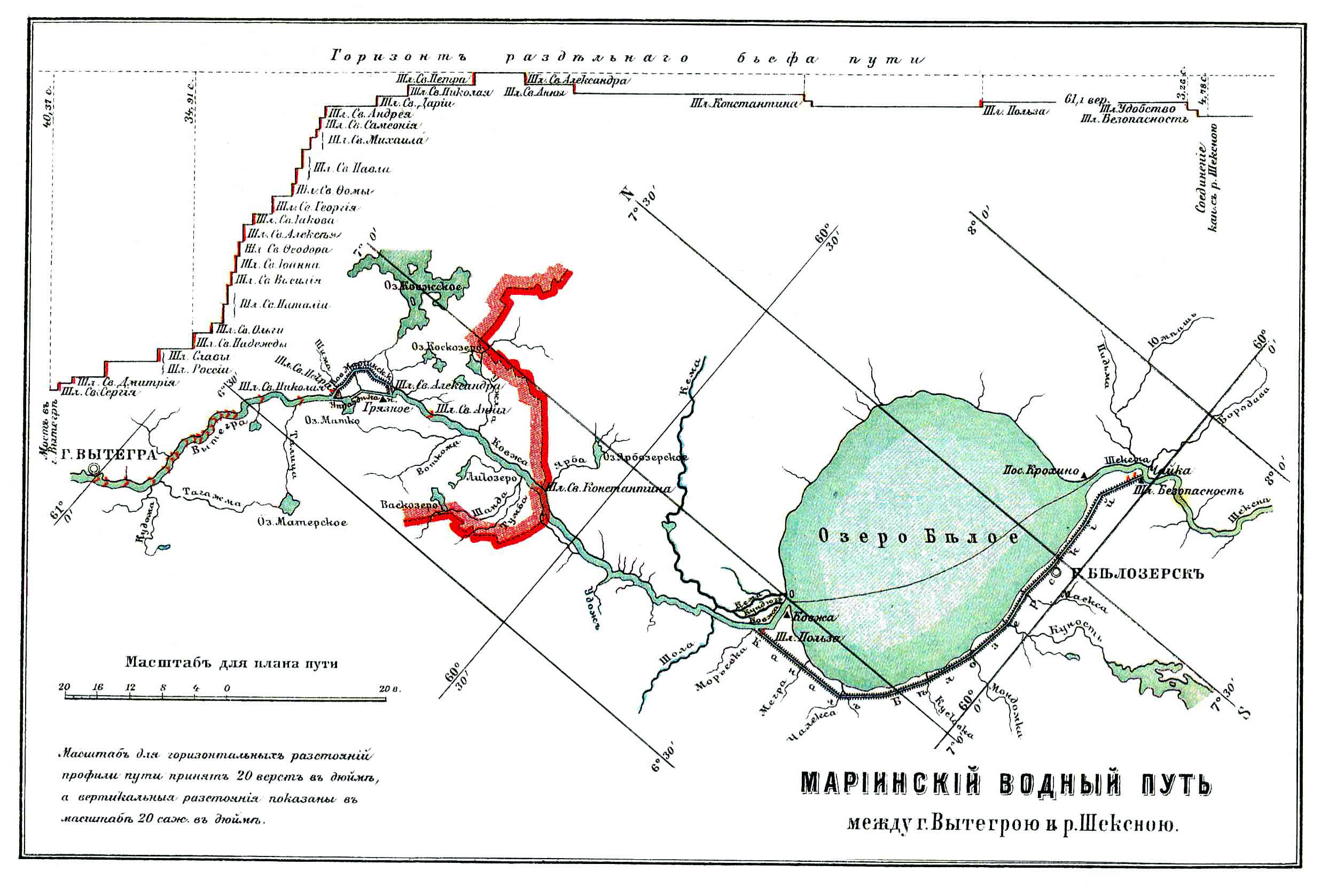
Situace z konce 19. století mezi Oněžským a Bílým jezerem

Celý Mariinský systém z Rybinsku do Petrohradu sestával koncem 19. století z těchto částí.
Řeka Šeksna vytéká z Bílého jezera a ústí do Volhy v Rybinsku. Vodní trasa je dlouhá 398 km a z toho více než 300 km vodní trasy poskytuje dostatečně hlubokou vodu i v sušších obdobích. Kolem 90 km toku však připadá na oblast prahů s nedostatečnou hloubkou především na podzim. Většina obchodních konvojů do Petrohradu však byla odeslána do poloviny léta a tak se tento nedostatek projevil pouze u prázdných navracejících se lodí, které však měly menší ponor. Přesto byly v těchto místech koncem 19. století postaveny dva umělé stupně.
Bělozerský kanál spojuje řeku Šeksnu a řeku Kovžu. Je dlouhý 64 km a byl vybudován v roce 1846. Do výstavby Šeksninské přehradní nádrže umožňoval překonání prahů při výtoku Šeksny, především pak zajišťoval bezpečnost plavby oproti rizikům na volném jezeře.
Řeka Kovža vytéká z Kovžkého jezera a ústí do Bílého jezera. Na většině toku, dlouhého 67 km, je dostatečně hluboká pro lodní provoz. Na peřejnatých úsecích vystaveny dva umělé stupně. Stavidlo, nazvané Brána sv. Alexandra, zadržuje vodu na nejvyšší úrovni celého systému a spolu s Branou sv. Petra rozhoduje o směru toku do Volhy nebo do Něvy.
Nový Mariinský kanál z roku 1886 byl 6 km dlouhý, napájený vodou z Kovžké přehradní nádrže. V místech Brány sv. Petra bylo postaveno město Staroje Petrovskoje s kaplí pro modlitbu za dobrou plavbu a památník spojení Volhy a Něvy.
Řeka Vytěgra od stavidla sv. Petra klesala v délce 48 km soustavou 23 na sebe navazujících umělých zádrží. Posledních 10 km směrem k Oněžskému jezeru má přírodní tok.
Oněžský kanál v celé délce byl dostaven až v roce 1852. Spojuje ústí řeky Vytěgra a výtok řeky Svir z Oněžského jezera.
Cesta od řeky Svir je již totožná s obchodními cestami na Oněžském jezeře a později s dalšími dopravními systémy.
V říčním systému se spojovací kanál nachází téměř v polovině celkové cesty. V povodí Volhy byl na konci 19. století na vzdálenosti 562 km překonán výškový rozdíl 44 m, v povodí Něvy připadal na vzdálenost 576 km pokles o 131 m. Na zdýmaném úseku pokles zajišťovalo 24 jednocestných, dvou nebo jednokomorových zdymadel s celodřevěnými stavidly. Rozměry všech komor byly 32 x 9 m s garantovanou hloubkou 1,3 m.
|                  | Volha | kanál | Něva | celý systém |
| ---------------- | ----- | ----- | ---- | ----------- |
| přírodní tok     | 464   | -     | 287  | 751         |
| obchvatné kanály | 67    | -     | 235  | 302         |
| zdýmaná cesta    | 31    | 6     | 54   | 91          |
| celkem           | 562   | 6     | 576  | 1144        |

Ve 20. století zajistily jediné dvě hráze (Rybinské a Šekninské) vzedmutí hladiny až po Bílé jezero. Narovnání trasy zmenšilo délku soustavy na 1126 km. V roce 1964 byla zprovozněna Volžko-baltská vodní cesta, na které rozvodný systém zajišťuje pouhých pět zdymadel. Název Mariinský systém byl používán do roku 1964.

## Provoz
Pro největší obchodní lodě na Volze byly přírodním zakončením jejich cesty mělčiny a prahy nad soutokem s řekou Šeksnou. Na tomto místě vznikl přístav pro překládku na menší lodě, který byl jako významná rybářská osada pojmenován Rybinsk. V 19. století vznikla ve městě obilní burza, přes kterou putovaly náklady s obilím mezi úrodným Povolžím a zbytkem Ruského impéria.

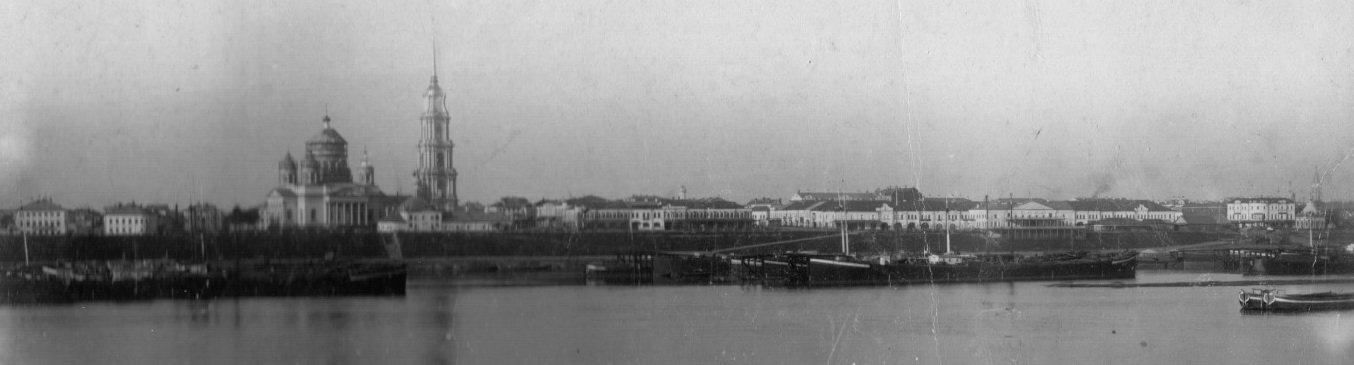
Rybinsk 1896

V 18. století existovala pouze jednocestná doprava směrem do Petrohradu přes Vyšněvolocký systém. U peřejí řeky Msty se zboží překládalo. Částečně se též pokoušelo splutí za vyšších stavů, rozbité lodě pak byly buď opraveny nebo rozlámány na dříví. Teprve do vybudování Tichvinského a Mariinského průplavu začátkem 19. století se mohly lodě navracet. Následující tabulka dopravních výkonů v jednotlivých systémech dokumentuje rostoucí převahu Mariinského systému.
|           | Mariinský | Vyšněvolocký | Tichvinský |
| --------- | --------- | ------------ | ---------- |
| 1810-1820 | 443       | 3951         | 2118       |
| 1821-1830 | 406       | 4114         | 2530       |
| 1831-1840 | 1082      | 3645         | 2950       |
| 1841-1850 | 1906      | 3766         | ?          |
| 1851-1860 | 2560      | 2604         | 2972       |
| 1861-1870 | 3024      | 1275         | 3146       |
| 1871-1880 | 2633      | 280          | 1981       |
| 1881-1890 | 2661      | 110          | 678        |

Na konci 19. století do Rybinsku připlouvaly lodě o délce 40 až 100 m, šířce od 7 do 11 m s výtlakem od 200 do 2 500 tun a ponorem od 1 do 2,5 m. Náklad z těchto lodí se překládal do menších plavidel různorodého typu s největším zastoupením nákladních člunů o délce 20 až 40 m a šířce do 10 m. Nejběžnější typ lodí měl výtlak kolem 120 t. Začátek i konec plavební sezóny se odvíjel od ledových jevů, které se objevovaly v jednotlivých letech v značně proměnlivém rozpětí. Poslední osamocené kry pluly již kolem prvních konvojů zpravidla během měsíce dubna. Úspěšný počátek plavby se odvíjel od znalostí chodu ledů na Volze, Šeksně i postupného odtrhávání a odtávání ledových ker z hladiny Bílého jezera. První plavby tak byly doprovázeny osamoceným ledovým doprovodem až na rozvodí. Následující tabulka, srovnávající rozdílné ledové stavy ve dvou po sobě jdoucích letech prozrazuje, že se jednalo o složitý logistický proces.
|              | konec ledů | konec ledů | začátek sezóny | začátek sezóny | zámrz  | zámrz  | konec sezóny | konec sezóny | délka sezóny | délka sezóny |
| ------------ | ---------- | ---------- | -------------- | -------------- | ------ | ------ | ------------ | ------------ | ------------ | ------------ |
| 1893         | 1894       | 1893       | 1894           | 1893           | 1894   | 1893   | 1894         | 1893         | 1894         |              |
| Rybinsk      | 27.4       | 6.4.       | 22.4.          | 6.4.           | 17.11. | 27.11. | 21.10.       | 27.10.       | 185 dnů      | 195 dnů      |
| Bílé jezero  | 18.5.      | 24.4.      | 29.4.          | 7.4.           | 1.11.  | 24.11. | 15.10.       | 9.10.        | 149 dnů      | 167 dnů      |
| Petrovskoje  | 4.5.       | 14.4.      | 15.5.          | 14.4.          | 3.10.  | 12.10. | 10.10.       | 10.10.       | 157 dnů      | 177 dnů      |
| Vytěgra ústí | 24.4.      | 4.4.       | 29.4.          | 14.4.          | 1.11.  | 27.10. | 25.10.       | 7.10.        | 185 dnů      | 188 dnů      |
| Svir         | 3.5.       | 3.5.       | 18.4.          | 16.4.          | 10.11. | 28.10. | 2.11.        | 26.10.       | 175 dnů      | 159 dnů      |
| Něva         | 12.5.      | 9.4.       | 12.5.          | 2.4.           | 23.11. | 28.11. | 12.11.       | 24.11.       | 179 dnů      | 201 dnů      |

Na začátku 19. století trvala plavba z Rybinsku do Petrohradu často i déle jak 100 dní, mnohdy musely lodě s nákladem na zamrzlém úseku přezimovat. Tažnou sílu zajišťovaly plachty, koňská a v počátcích většinou lidská síla. Po většinu 19. století se využívalo burlacké služby, která byla plně nahrazena koňskou silou až v devadesátých letech 19. století.
Očekávaná konkurence železnice se zprvu nedokázala prosadit tak rychle, jak se vzhledem k její rychlosti a nezávislosti na počasí očekávalo. Parní stroj se stal zdrojem tažné síly i na plavidlech a průměrně plavba do hlavního města trvala 45 dní. Souboj se železnicí v tonáži přepravy byl ještě na přelomu století vyrovnaný.  

## Galerie
Mariinský průplav navštívil na své dokumentační cestě, podporované carem Mikulášem II., věhlasný vynálezce unikátní barevné fotografické metody Sergej Michailovič Prokudin-Gorskij. Jeho snímky připomínají významnou vodní cestu v barvě již od roku 1909.

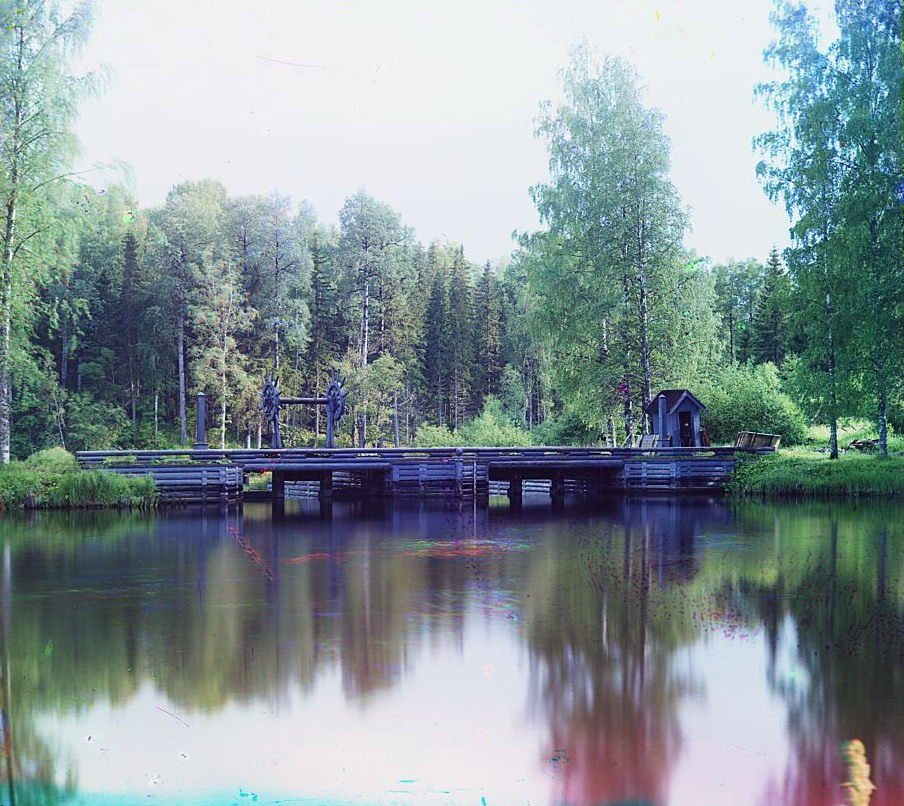
Přehrada Kovžské nádrže přepouštěla vodu patřící Volze do Baltu
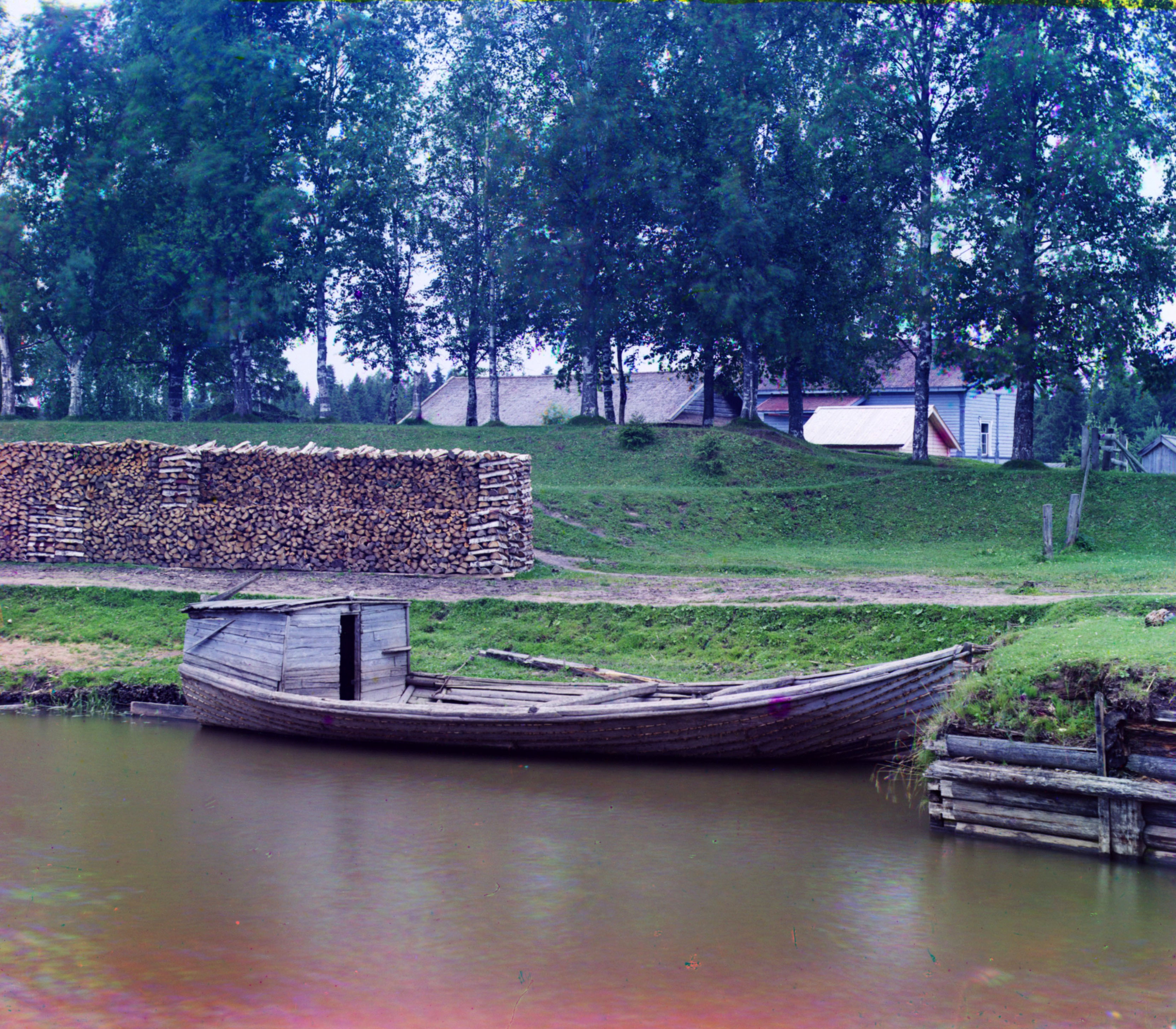
Základní lodní výbava obsluhy - pracovní člun Treškot
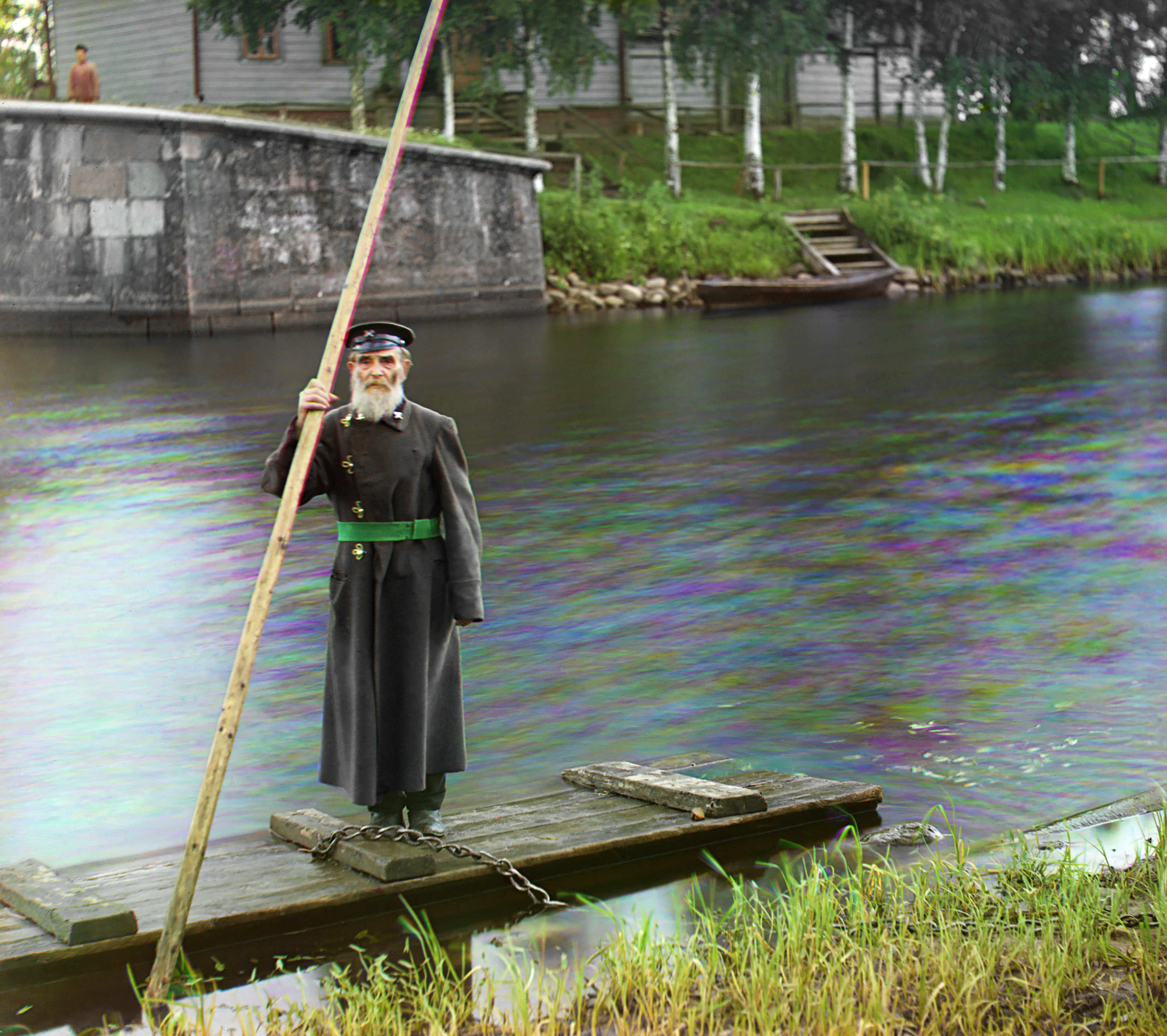
Správce zdymadla
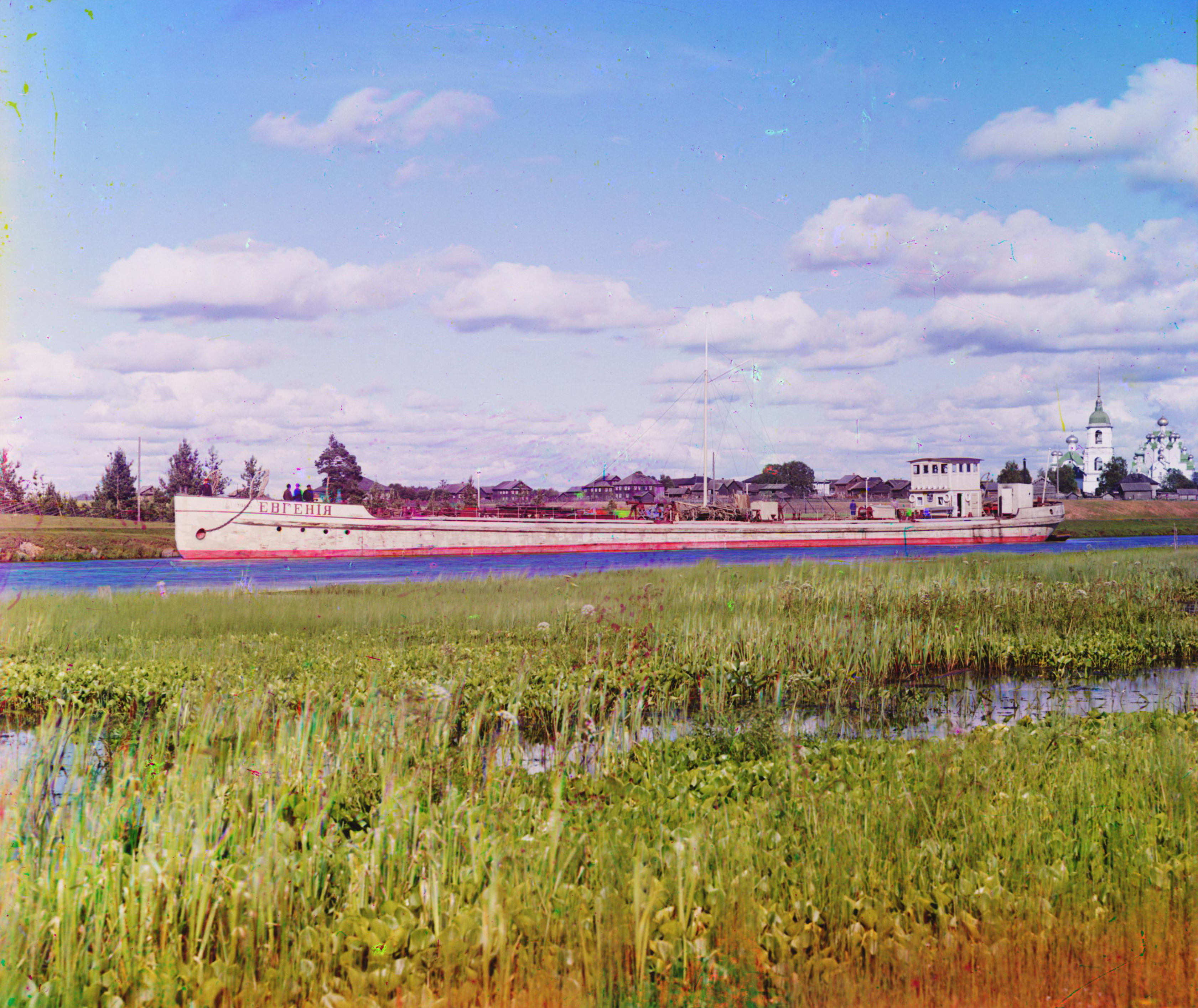
Nákladní loď Jevgenija v ústí řeky Vytěgra
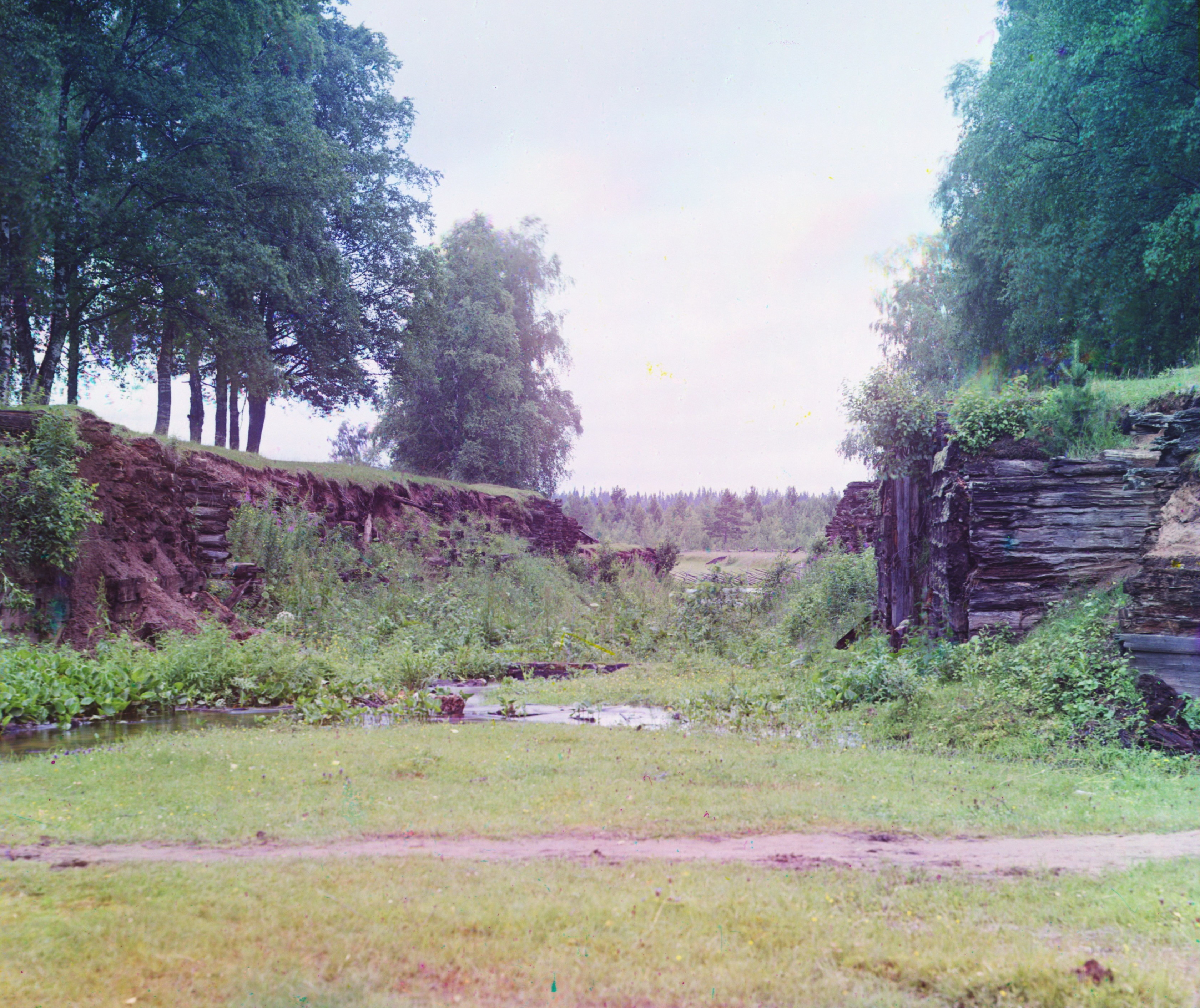
Zbytky slavné první Petrovy brány z roku 1810
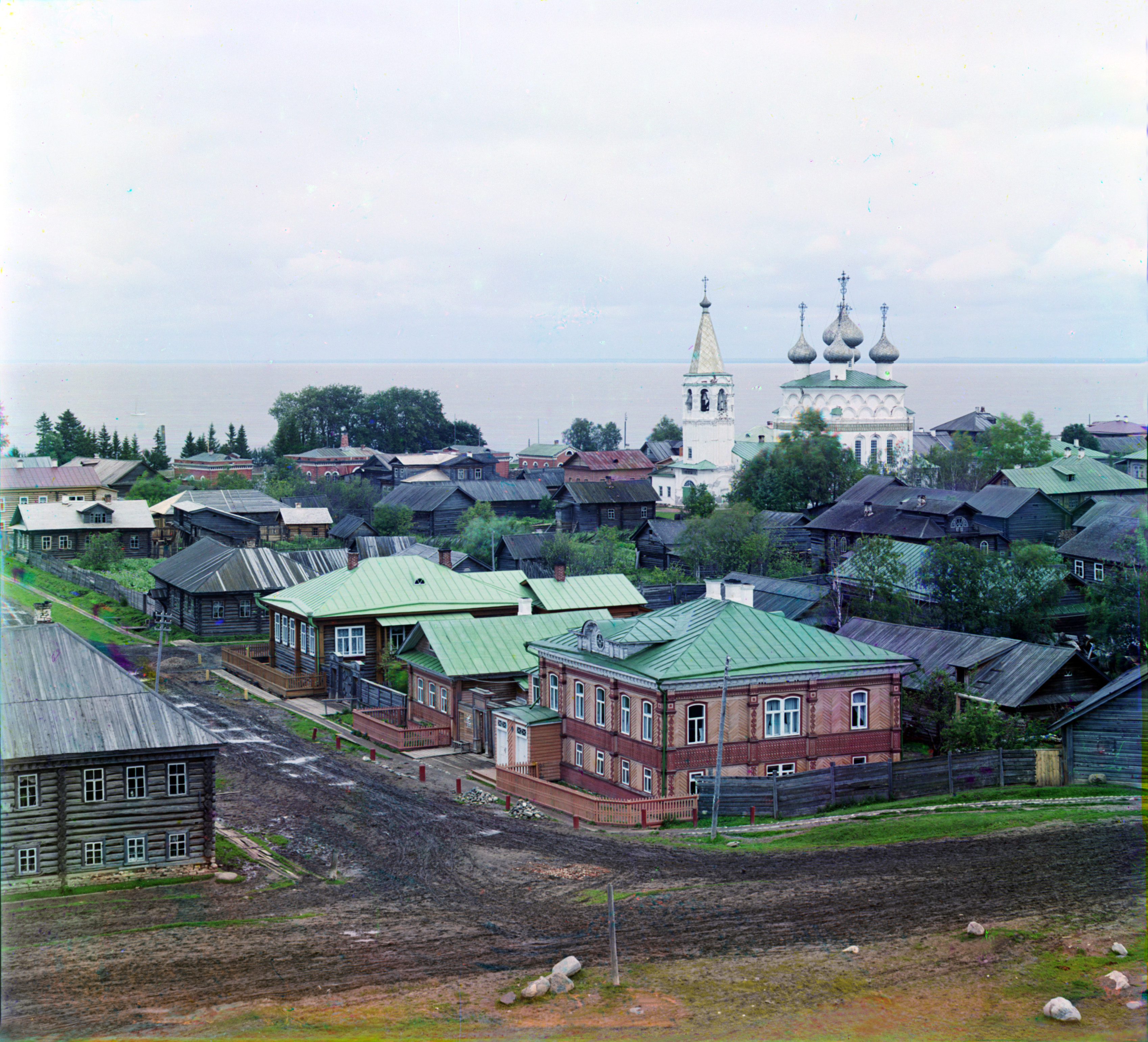
Bělozersk - Bílé jezero v pozadí je skutečně bílé
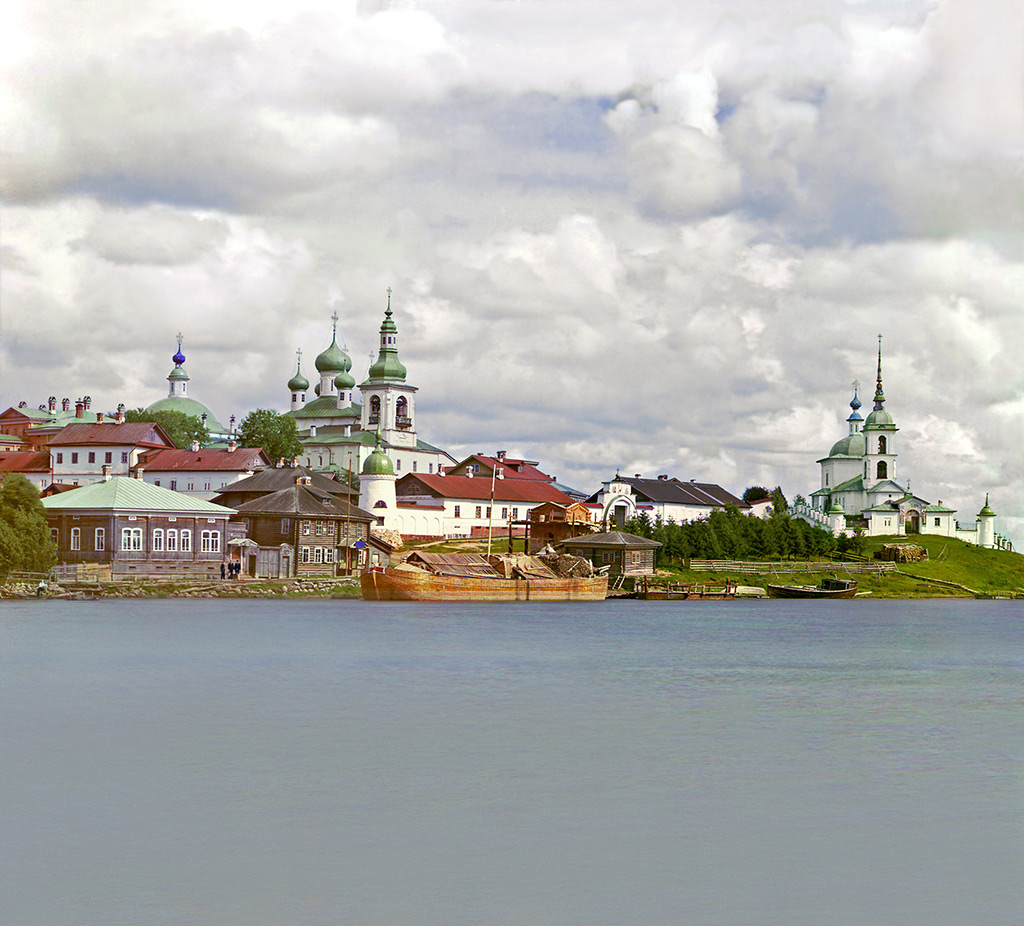
Goritský Monastýr na břehu Šeksny u jejího výtoku z Bílého jezera
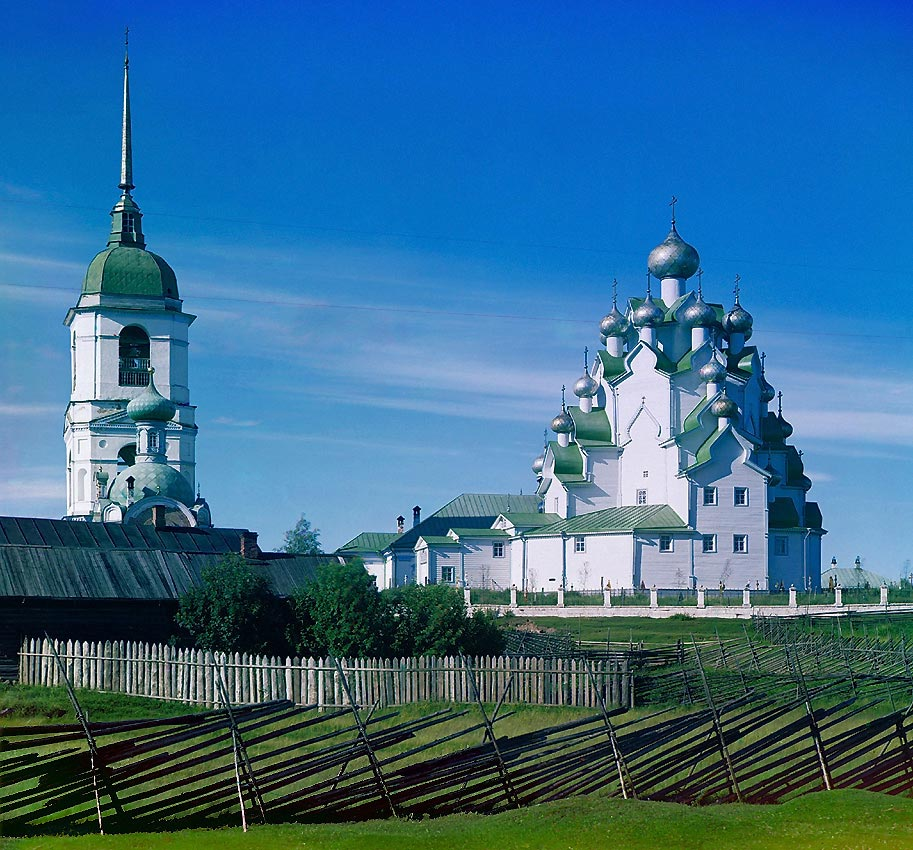
Na významné cestě vyrostly významné stavby- Vytěgorskij Pogost
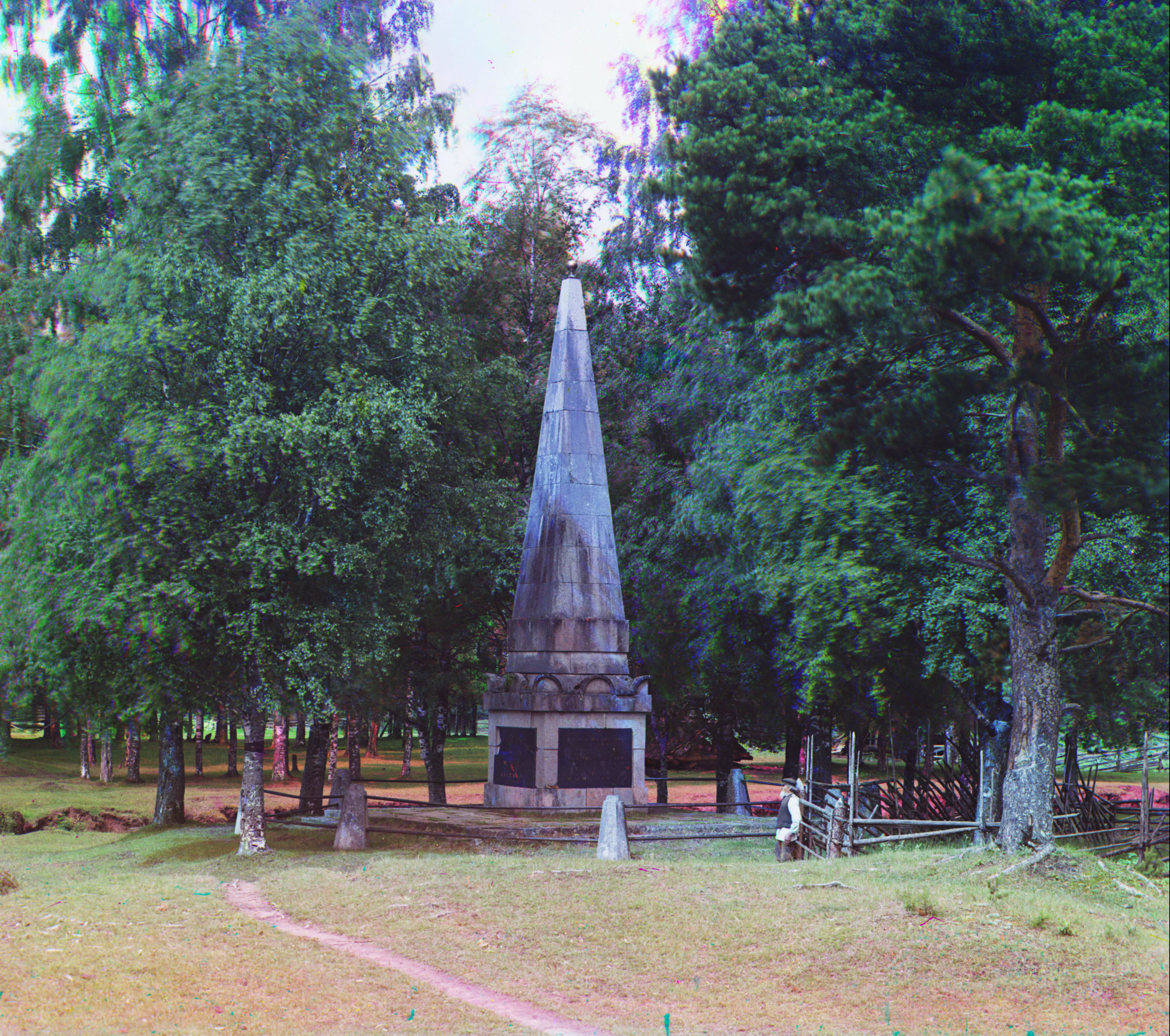
Památník na místě prvního spojení Volhy a Něvy
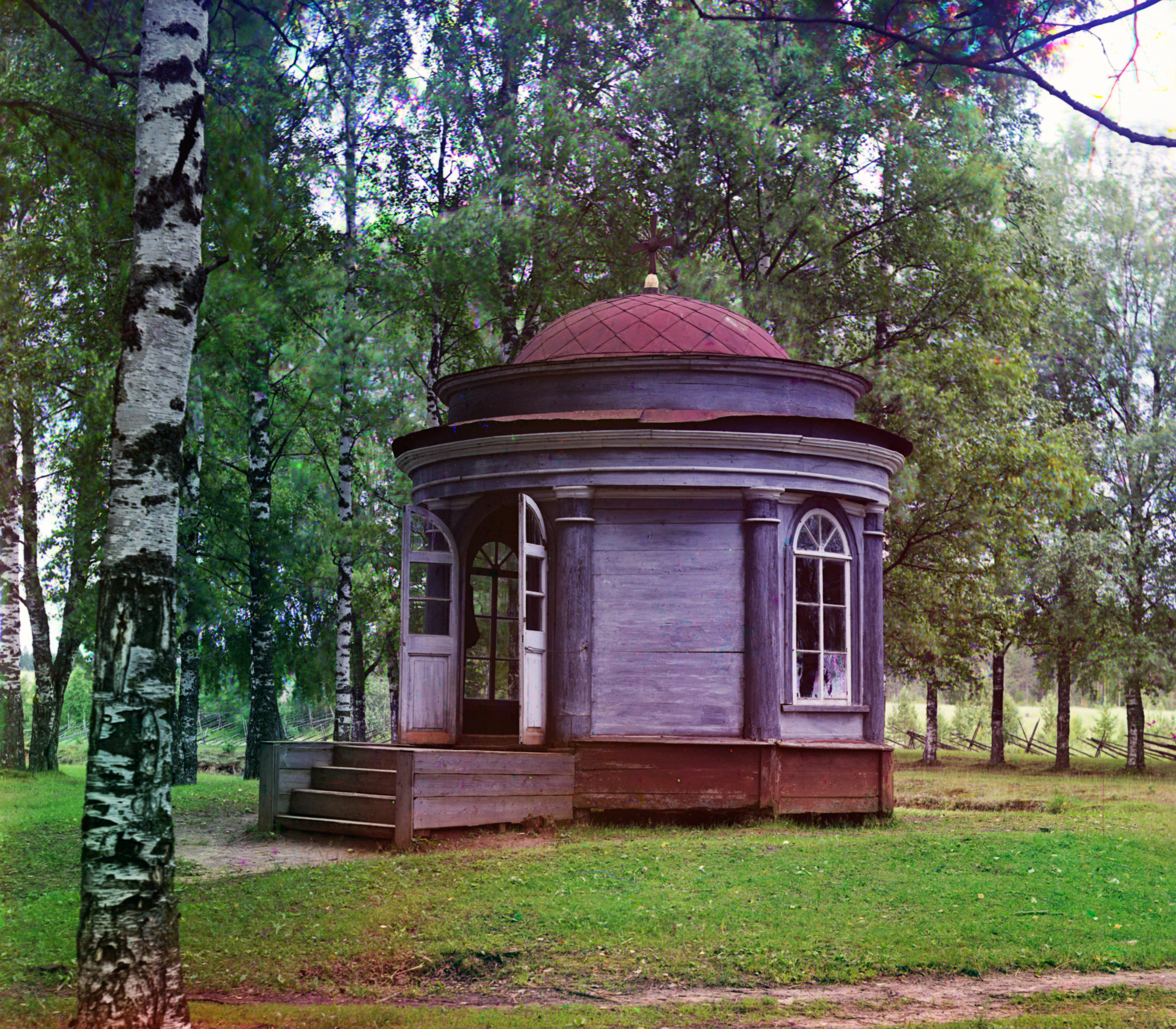
Kaple pro modlitby za dobrou plavbu u Petrovské brány